# San Pedro de Huaca (canton)
San Pedro de Huaca est un canton d'Équateur situé dans la province de Carchi.